# خورخه هیگوین
خورخه هیگوین (انگلیسی: Jorge Higuaín؛ زادهٔ ۸ ژوئن ۱۹۵۷) بازیکن فوتبال اهل آرژانتین است.
از باشگاه‌هایی که در آن بازی کرده‌است می‌توان به باشگاه فوتبال ریور پلاته، باشگاه فوتبال بانفیلد، باشگاه فوتبال استاد برستوا ۲۹، باشگاه فوتبال بوکا جونیورز، باشگاه فوتبال جیمناسیا لاپلاتا، و باشگاه ورزشی سن لورنسو آلماگرو اشاره کرد.